# Kabir Bedi
Kabir Bedi, né le 16 janvier 1946 à Bombay en Inde, est un acteur indien.

## Biographie
Fils de Baba Pyare Lal Bedi et d'une mère anglaise (Freda Bedi), Kabir Bedi commence sa carrière comme mannequin. Remarqué à New Delhi par un producteur de télévision italien, il joue le rôle-titre du feuilleton Sandokan. La série connaît pendant deux ans un très grand succès international. Après le succès du film Ashanti de Richard Fleischer en 1979, Kabir Bedi s'installe à Hollywood, où il joue dans des séries télévisées, Dynasty par exemple. Kabir Bedi devra attendre le rôle de Gobinda dans le film de James Bond Octopussy (1983) pour obtenir une seconde chance.

## Filmographie

### Films
- 1971 : Hulchal : Mahesh Jetley
- 1971 : Seema
- 1972 : Rakhi Aur Hathkadi : Suraj
- 1972 : Sazaa
- 1972 : Anokha Daan
- 1973 : Kachche Dhaage : Roopa
- 1973 : Yauwan
- 1974 : Manzilen Aur Bhi Hain
- 1974 : Maa Bahen Aur Biwi
- 1974 : Ishq Ishq Ishq : Diwana / Ravikant Vyas
- 1975 : Anari
- 1976 : Nagin : Uday
- 1976 : Daaku
- 1976 : Harfan Maula
- 1976 : Vishwasghaat : Uday
- 1976 : Le Corsaire noir (Il Corsaro Nero) de Sergio Sollima : le Corsaire noir
- 1977 : Daku Aur Mahatma
- 1977 : Bullet de Julien Temple : Durga Prasad / D.P.
- 1977 : La tigre è ancora viva: Sandokan alla riscossa! de Sergio Sollima : Sandokan
- 1977 : Yuvraj
- 1978 : Le Voleur de Bagdad de Clive Donner : le Prince Taj
- 1979 : Ashanti : Malik
- 1979 : Aakhri Kasam : Kishan / Badal
- 1983 : Octopussy de John Glen : Gobinda
- 1984 : Asambhav
- 1988 : Counterforce (Escuadrón) de José Antonio de la Loma : Koura
- 1988 : Khoon Bhari Maang de Rakesh Roshan : Sanjay Verma
- 1988 : Mera Shikar
- 1988 : La Bête de guerre de Kevin Reynolds : Akbar
- 1990 : Police Public : Senior Inspector Shah Nawaz Khan
- 1990 : Haar Jeet
- 1990 : Shera Shamshera
- 1991 : Kurbaan : Inspector Suraj Singh
- 1991 : Yeh Aag Kab Bujhegi
- 1991 : Vishkanya : Forest Officer Vikram Singh
- 1992 : Dil Aashna Hai de Hema Malini : Digvijay Singh
- 1992 : Yalgaar : Raj Pratap Singhal
- 1992 : La Loi du désert (Beyond Justice) de Duccio Tessari : Moulet
- 1992 : Lambu Dada
- 1993 : Kshatriya de J. P. Dutta : Thakur Ganga Singh (officier de police)
- 1993 : Yugandhar
- 1994 : Salaami (18 mars) : Captain
- 1994 : Lie Down with Lions : Kabir
- 1995 : OP Centre : Abdul
- 1995 : Kismat : Rajan
- 1995 : Aatank Hi Aatank : Inspecteur de police
- 1998 : Mashamal - Ritorno al Deserto
- 1999 : Kohram : Bedi
- 2001 : L'Empire du roi-singe de Peter MacDonald : Friar Sand
- 2002 : Kranti : Mahendra Pratap Rana
- 2002 : Maine Dil Tujhko Diya (Released) : M. Varma (le père d'Ayesha)
- 2003 : Talaash : Chhote Pathan
- 2003 : The Hero : M. Zakaria
- 2004 : Rudraksh : Ved Pujan
- 2004 : Kismat : Raj Mallya
- 2004 : A/R Andata & Ritorno : Tolstoj
- 2004 : Main Hoon Na de Farah Khan : Amarjeet Bakshi
- 2005 : Bewafaa de Dharmesh Darshan : Le père d'Anjali
- 2005 : Taj Mahal - An Eternal Love Story
- 2006 : Do Raha
- 2006 : Jaanleva : Rakesh Khullar
- 2006 : A All About Her
- 2006 : Take 3 Girls : Mo
- 2007-2008 : Ch@t (Radio Due - fiction italienne)
- 2008 : Kites de Anurag Basu
- 2008 : Showman
- 2009 : Blue
- 2010 : Dunno Y… Na Jaane Kyon
- 2016 : Mohenjo Daro d'Ashutosh Gowariker : Maham

### Télévision
- 1976 : Sandokan (série TV) de Sergio Sollima : Sandokan
- 1981 : L'Archer et la Sorcière (The Archer: Fugitive from the Empire) (téléfilm) : Gar le Drakian
- 1982 : Dynastie (feuilleton télévisé)[1]
- 1985 : K2000 : épisode : Bacteries (feuilleton télévisé)[1]
- 1988 : Magnum :  épisode : À la recherche de l'art perdu
- 1988 : Arabesque (Curse of the Daanav)
- 1991 : Les Mystères de la jungle noire (I Misteri della giungla nera, feuilleton TV): Kammamuri
- 1993-1995 : Bible Ki Kahaniya (Doordarshan India, série télé) : Abraham, le Patriarche[2]
- 1994 : Amour, Gloire et Beauté (feuilleton télévisé) : Prince Omar (saison complète)[1]
- 1994 : La Fille du maharadjah (The Maharaja's Daughter, mini-série) : Chandra Gupta
- 1995 : Highlander (série télé) : Kamir
- 1996 : Le retour de Sandokan (Il ritorno di Sandokan, mini-série TV) : Sandokan
- 1997 : Noi siamo angeli (mini-série) 4 épisodes : général Napoléon[3]
- 1997 : Forbidden Territory: Stanley's Search for Livingstone (série télé) : Khamis Bin Abdullah[4]
- 1998 : Nom de code : TKR (série télé) : Aristotle Drago[5]
- 2005 : Amour, Gloire et Beauté (feuilleton télévisé) : Prince Omar (quelques épisodes)[1]
- 2007 : Director's Cut (série télé) ;
- 2007 : Un medico in famiglia (série télé italienne)

## Décorations
- 5e classe / Chevalier : Cavaliere Ordine al Merito della Repubblica Italiana, dit aussi cavaliere della Repubblica (85 863), proposée par le président du conseil des ministres, 2 juin 2010[6], reçu à Bombay, le 9 décembre 2010, des mains de l'ambassadeur Giacomo Sanfelice di Monteforte.